# Chão de Peixes
Chão de Peixes é um livro-álbum da ilustradora Lúcia Hiratsuka.
A obra foi ilustrada com a técnica de pintura sumi-ê e foi acompanhada por poemas curtos inspirados no estilo haiku.
Ambas as técnicas são caracterizadas por uma expressividade que prima pela sutileza e pelo minimalismo. O silêncio, ou o vazio do papel, participam da composição e são pontuados por sons e pinceladas que transpõe, para a linguagem escolhida, a essência das imagens, sons, sentimentos e sensações experimentados pelo artista.
A cada página ela apresenta, de forma delicada, alguma reminiscência de uma experiência vivida no quintal de sua infância, retomando assim, um de seus temas prediletos.
Após permanecer cerca de 20 anos no prelo, a obra foi lançada em 2018 pelo selo "Pequena Zahar", da Editora Cia. das Letras.
Em 2019 a autora ganhou o Prêmio Jabuti em duas categorias diferentes, sendo um deles para essa publicação, na categoria de "melhor ilustração".
Ainda em 2019 a obra conquistou o Prêmio Sylvia Orthof para a Categoria de Livros Infantis dos Prêmios Literários da Biblioteca Nacional, além de ter sido reconhecido como a melhor obra de poesia do ano anterior pela Fundação Nacional do Livro Infantil e Juvenil.
Como em outras obras infantis da autora, a fruição das ilustrações e do texto são experiências complementares, tornando-o adequado tanto para as crianças que ainda não aprenderam a ler, quanto para aquelas que estão em processo de alfabetização. Por conta disso, a obra foi incorporada aos catálogos do PNLD, podendo ser escolhidos por professores de escolas públicas do Brasil inteiro, para integrarem as bibliotecas de suas instituições.